# Vombisidris

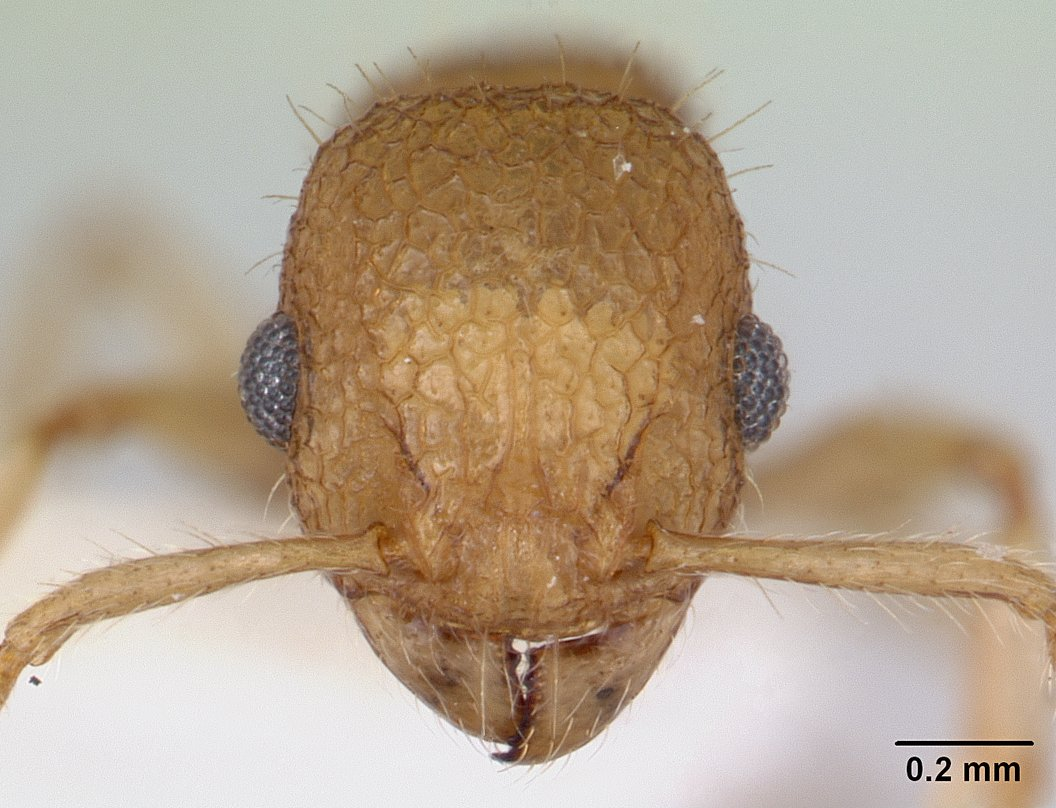
Vombisidris nahet

Vombisidris Bolton, 1991 — род мелких муравьёв (Formicidae) из подсемейства Myrmicinae (Formicoxenini).

## Распространение
Юго-восточная Азия. Австралия.

## Описание
Мелкие древесные муравьи (длина около 4—5 мм) от рыже-коричневого до чёрного цвета. Петиоль с длинным стебельком. Заднегрудка с длинными шипами.

## Систематика
Около 10 видов. Род относится к трибе Formicoxenini.
- Vombisidris acherdos Bolton, 1991
- Vombisidris australis (Wheeler, 1934)
- Vombisidris bilongrudi (Taylor, 1989)
- Vombisidris dryas Bolton, 1991
- Vombisidris harpeza Bolton, 1991
- Vombisidris lochme Bolton, 1991
- Vombisidris nahet Bolton, 1991
- Vombisidris occidua Bolton, 1991
- Vombisidris philax Bolton, 1991 typus
- Vombisidris regina Bolton, 1991
- Vombisidris renateae (Taylor, 1989)
- Vombisidris xylochos Bolton, 1991